# Пенёво
Пенёво (болг. Пеньово) — село в Болгарии. Находится в Кырджалийской области, входит в общину Кырджали. Население составляет 155 человек.

## Политическая ситуация
В местном кметстве Пенёво, в состав которого входит Пенёво, должность кмета (старосты) исполняет Бахри Нури Дурмуш (независимый) по результатам выборов правления кметства.
Кмет (мэр) общины Кырджали — Хасан Азис (Движение за права и свободы (ДПС)) по результатам выборов в правление общины.